# ويليام باول (لاعب كريكت)
ويليام باول (19 يناير 1885 - 1954 في المملكة المتحدة) (بالإنجليزية: William Powell)‏ هو لاعب كريكت بريطاني (وحمل سابقاً جنسية المملكة المتحدة لبريطانيا العظمى وأيرلندا). لعب مع Kent County Cricket Club ‏.

## وصلات خارجية
- ويليام باول على موقع إي آس بي آن كريك إنفو (الإنجليزية)